# جیجاق پس‌سرلاجوردی
جیجاق پس‌سرلاجوردی(نام علمی: Cyanocorax heilprini) نام یک گونه از سرده جیجاق‌های کاکلی است.